# Medaille van de Tweede Internationale Vredesconferentie
De Medaille van de Tweede Internationale Vredesconferentie werd op 22 juli 1907 door Koningin Wilhelmina in een Koninklijk Besluit ingesteld. 170 gedelegeerden en hun secretarissen, alsook de initiatiefnemer, Tsaar Nicolaas II van Rusland ontvingen de ovale medaille met de afbeelding van de Ridderzaal op het Haagse Binnenhof. De medailles zijn op naam gesteld door een gravure op de keerzijde.
De medaille werd volgens het K.B. aan een "azuren lint" gedragen. In werkelijkheid was het lint nassaublauw.
De precieze naam van deze onderscheiding is onduidelijk. In het Koninklijk Besluit is geen citeerartikel opgenomen en alleen sprake van een "penning geslagen bestemd om uitgereikt te worden aan de afgevaardigden ter Tweede Vredesconferentie". De penning, of medaille, kreeg geen naam.
In sommige bronnen is sprake van de "Herinneringspenning van de Tweede Internationale Vredesconferentie" anderen noemen het de "Medaille van de Tweede Internationale Vredesconferentie 1907".

## Devredesconferentiesvan 1902 en 1907
Het initiatief om vredesconferenties te houden waaraan uiteindelijk 24 van de 48 soevereine landen zouden deelnemen kwam van de Russische Tsaar. Uit "bezorgdheid over de toenemende bewapening in de wereld en de hoge kosten die de snel verouderende wapens met zich meebrachten, kosten die de economische vooruitgang hinderden". De regeringen reageerden enthousiast en op 18 mei 1899 kwamen 100 afgevaardigden uit 26 landen bijeen in 's-Gravenhage. Op deze conferentie werd het Internationaal Hof van Arbitrage opgericht dat zich in Nederland zou vestigen en men verbood een aantal wapens waaronder "dumdumkogels".
Behalve met Nederlandse ridderorden voor de gedelegeerden, iets waar indertijd iedere diplomaat op rekende, werden de gedelegeerden en betrokkenen bij de Eerste Haagse Vredesconferentie met voor deze gelegenheid geslagen legpenningen vereerd.
Het initiatief voor een tweede conferentie ging op 21 oktober 1904 uit van de Amerikaanse president Theodore Roosevelt. De gedelegeerden van 44 staten, Korea was nu Japans gebied, Costa Rica en Ethiopië ontbraken en de vertegenwoordiger van Honduras kwam te laat, kwamen op 14 juni 1907 bijeen in de Ridderzaal. Minister van Buitenlandse Zaken jhr. van Tets van Goudriaan opende de conferentie die daarna door de Russische Ambassadeur in Nederland, de heer Nelidow werd voorgezeten.
Men sloot dertien verdragen, over vreedzame regelingen van conflicten, schuldvordering, oorlogsverklaringen, gewoonten tijdens landoorlogen, neutraliteit, koopvaardij in oorlogstijd, zeemijnen, beschietingen vanuit zee, buitgemaakte schepen, een internationaal voor dat oordelen over prijsschepen gaf en rechten en plichten van neutrale landen tijdens oorlogen op zee.
Dat de Gebroeders Wright op 17 december 1903 hun eerste gemotoriseerde vlucht hadden gemaakt heeft op de gedelegeerden geen indruk gemaakt. Zij namen een uitgebreide verklaring aan waarin het "werpen van explosieve stoffen en projectielen uit luchtballons" werd verboden.
De gedelegeerden hebben zich ook ontspannen. Behalve banketten was er een boottocht op de Maas. Op 18 september werden de verdragen en de verklaring in een slotzitting getekend.
Op de conferentie deed zich een incident voor; de Koreaanse keizer, Gojong heeft drie geheime afgezanten naar Nederland gestuurd. Zij droegen een keizerlijke boodschap waarin de Koreaanse keizer liet weten dat hij gedwongen was geweest om Japanse protectie te accepteren maar dat hij voor zijn land een plaats aan de conferentietafel opeiste. De heren Yi Jun, Yi Sang-Seol en Yi Wi-Jong hebben geen toegang tot de conferentie gekregen. Zij komen ook niet voor op de lijst van gedecoreerde afgezanten.

## De productie van de medailles
De regering was naar aanleiding van de begrotingsoverschrijdingen van 1890, 1898, 1899, 1901, de begrafenissen, inhuldiging, een koninklijk huwelijk en buitenlandse bezoeken hadden tot onvoorziene uitgaven voor tal van kostbare verguld zilveren grootkruisen geleid, in aanvaring met de Tweede Kamer gekomen. Daarom werd bij de vredesconferenties voor een bijzondere, en goedkope, onderscheiding gekozen. Toch werden de voorzitter, Nelidow, en de Russische minister van Buitenlandse Zaken A.P. Iswolski op 8 juni en 20 september 1907 met een kostbaar grootkruis van de Orde van de Nederlandse Leeuw gedecoreerd.
In april 1907 was men met het ontwerp en de voorbereiding van de uitreiking van een bijzondere medaille begonnen. Het initiatief lijkt door A.M. baron van Hogendorp (1849-1925) te zijn genomen.
Deze Chef-protocol van het ministerie van Buitenlandse Zaken zocht allereerst een offerte. Koninklijke Begeer in Utrecht liet op 17 april weten dat drie stempels door de medaillesnijder J.C. Wienecke 180 gulden zouden kosten. De "ovale zilveren" medailles zouden op 4,25 gulden komen. Er was, misschien door van Hogendorp, dus al een vorm voor de medaille bedacht.
De opdracht ging naar de Koninklijke Utrechtse Fabriek van Zilverwerken J. Begeer.
Op 22 april werd koningin Wilhelmina bij de voorbereiding betrokken. Zij werkte snel en op 26 april liet de plv. directeur van haar Kabinet der Koningin weten dat zij zich met het voorstel kon verenigen.
De productie en juridische voorbereiding werden nu haastklussen. In mei werden de linten gekozen. Hogendorp koos voor nassaublauw en doosjes moesten in Brussel worden besteld. Het Koninklijk Besluit werd op 22 juli in Amsterdam getekend, de eerste zending medailles was op 18 juli klaar en op die dag konden de eerste 45 gedelegeerdenmedailles worden uitgereikt. Er waren nog geen dozen.
Deze dozen, er was voor de versiering van de deksel een jugendstil ontwerp van jhr. prof. L. Storm van 's-Gravezande gekozen dat door de metaalwerker R. Thürer in Utrecht was uitgevoerd, hadden van blauw leer met goudopdruk moeten zijn. De onbekend gebleven Belgische leverancier leverde op 31 juli echter zwarte dozen met een, naar het oordeel van van Hogendorp, slechte opdruk.
Op 23 augustus waren ook de 124 medailles voor gevolmachtigde en toegevoegde afgevaardigden gereed. Zij werden op 31 augustus, Prinsjesdag en de verjaardag van de Koningin, uitgereikt.

## De medaille voor Tsaar Nicolaas II
De Tsaar zou een bijzondere medaille ontvangen. Al was er in het Koninklijk Besluit geen woord aan gewijd, voor hem werd een massief gouden medaille geslagen. De koningin had desgevraagd op 9 augustus, in een kabinetsconscript, toestemming gegeven. Er werd een nieuwe Latijnse tekst gemaakt door de classicus Dr. Bijvanck, de rector van het Haags Gymnasium, en Wienicke maakte een nieuw stempel. Dat stempel viel iets duurder uit dan de eerste drie want Wernicke bracht 90 gulden in rekening.
De kostbare medaille werd in een bijzondere etui van Russisch leer naar Sint-Petersburg verzonden. De Nederlandse gezant, Baron Sweerts de Landas Wyborgh overhandigde de tsaar op 21 oktober zijn medaille. De Russische vorst "bekeek de medaille nauwkeurig" en was, in de woorden van de gezant, "hogelijk ingenomen met het gracieuze blijk van waardering". Op 11 januari, de Tsaar was zo galant met de gregoriaanse kalender te dateren, bedankte hij "Madame ma Soeur" in het Frans voor de "gracieuse attention" en besloot hij met het gebruikelijke
Madame ma Soeur
de Votre Majesté
le bon frère Nicolas.
Koningin Wilhelmina was niet bijzonder in de vredesconferenties geïnteresseerd. Zij ontving de gedelegeerden niet en weigerde om zelf medailles uit te reiken. Koningin Wilhelmina zou weinig waardering voor het hooggestemde ideaal van Russische "broeder" hebben gehad en eerder op be- dan ontwapening hebben vertrouwd.
De medaille van de Russische keizer is in Sint-Petersburg bewaard gebleven.
Op 19 november 1907 was er in een Koninklijk Besluit ook een Herinneringsmedaille aan de Tweede Internationale Vredesconferentie gesticht.

## De medaille
In artikel 2 van het K.B. is de medaille nauwkeurig omschreven. De "hoogte-middellijn" zou 38 millimeter en de "breedte-middellijn" 27 millimeter zijn. Op de voorzijde werd de "Grafelijke Zaal" afgebeeld met daaronder de tekst "HAGÆ COMITIS MCMVII". Aan de bovenzijde, tussen de torenspitsen, werd afgebeeld "de zon der gerechtigheid, strijdend tegen de duisternis".
De keerzijde van de medaille varieerde, Daarvoor waren drie stempels gemaakt.
- Op de penningen voor de afgevaardigden-gevolmachtigden stond op de keerzijde de Latijnse tekst "DONUM WILHELMINÆ NEERLANDIÆ REGINÆ AD SECUNDUM PACIS CONVENTUM LEGATO". Daaronder was ruimte voor een inscriptie.

- Op de medailles van de niet gevolmachtigde afgevaardigden en de toegevoegde, wetenschappelijke en andere afgevaardigden stond op de keerzijde de Latijnse tekst "DONUM WILHELMINÆ NEERLANDIÆ REGINÆ AD SECUNDUM PACIS CONVENTUM LEGATO ad. lat.". Daaronder was ruimte voor een inscriptie.

- Op de gouden medaille van de tsaar was een lyrische[12] inscriptie gekozen. Daar stond op de keerzijde de Latijnse tekst "WILHELMINÆ NEERLANDIÆ REGINA ALTISSIMO EXIMIO MAGNANIMO POTENTISSIMO AVCTORI CONVENTVVM PACIS NICOLÆ II RVSSIÆ IMPERATORI SALUTEM DAT. GRATIASQUE AGIT". Daaronder was ruimte voor een inscriptie. Van deze medaille zijn twee afslagen in brons en zilver gemaakt die in het Koninklijk Penningenkabinet worden bewaard.

De stempels werden ook voor de Herinneringsmedaille aan de Tweede Internationale Vredesconferentie gebruikt.